# Gariesa maculosa
Gariesa maculosa är en insektsart som beskrevs av Pieter D. Theron 1986. Gariesa maculosa ingår i släktet Gariesa och familjen dvärgstritar. Inga underarter finns listade i Catalogue of Life.